# Acid aceburic
Axit Aceburic (INN), còn được gọi là axit 4-acetoxybutanoic hoặc axit 4-hydroxybutyric, là thuốc được mô tả là thuốc giảm đau không bao giờ được bán trên thị trường. Nó là este acetyl của gamma-hydroxybutyrate (GHB, là axit 4-hydroxybutanoic), và dựa trên mối quan hệ cấu trúc của nó với GHB, có khả năng hoạt động như một tiền chất của nó. 